# Ctimene albilunata
Ctimene albilunata är en fjärilsart som beskrevs av W. Warren 1905. Ctimene albilunata ingår i släktet Ctimene och familjen mätare. Inga underarter finns listade i Catalogue of Life.